# Медисън (окръг, Арканзас)
Окръг Медисън (на английски: Madison County) е окръг в щата Арканзас, Съединени американски щати. Площта му е 2168 km², а населението – 15 717 души (2010). Административен център е град Хънтсвил. Релефът е планински.